# Piotr Ivanovitch Sokolov
Piotr Ivanovitch Sokolov, né en 1753 et mort le 20 avril 1791 à Saint-Pétersbourg, est un peintre du néoclassissisme russe auteur de peintures d'histoire et académicien de l'académie impériale des beaux-arts.

## Biographie
il naît comme serf de la princesse Galitzine qui le libère à l'âge de dix ans pour entrer comme élève à l'école de l'académie impériale des beaux-arts. Il travaille notamment auprès de Dmitri Levitski. Il reçoit en 1770 une petite médaille d'or pour son tableau de fin d'études Vladimir et Rogneda et pour d'autres travaux laissés en tant que pensionnaire de l'académie. En 1772, il est gratifié d'une grande médaille d'or et l'année suivante enovoyé en Italie comme boursier. Il travaille à Rome sous la férule de Batoni et de Natoire. En 1778, il est nommé à l'académie pour ses toiles : Mercure et Argus (1776, Musée Russe) et Dédale liant les ailes d'Icare (1777, Galerie Tretiakov). En 1782, il reçoit le rang d'académicien grâce à Vénus et Adonis (1782, en dépôt au Musée Russe). Il commence à enseigner la peinture d'histoire à l'académie dès 1780.
Sokolov est nommé professeur-assistant en 1785 et fait partie du conseil de l'académie en 1788.
En plus de peinture d'histoire à sujets mythologiques, il peint des portraits et donne des dessins pour la gravure.
Les quelques œuvres de Sokolov - mort encore jeune - montrent qu'il aurait pu prendre une place plus importante dans l'histoire de l'art russe par son grand talent, dans la continuité de la tendance éclectique façonnée par Anton Lossenko.

## Quelques œuvres

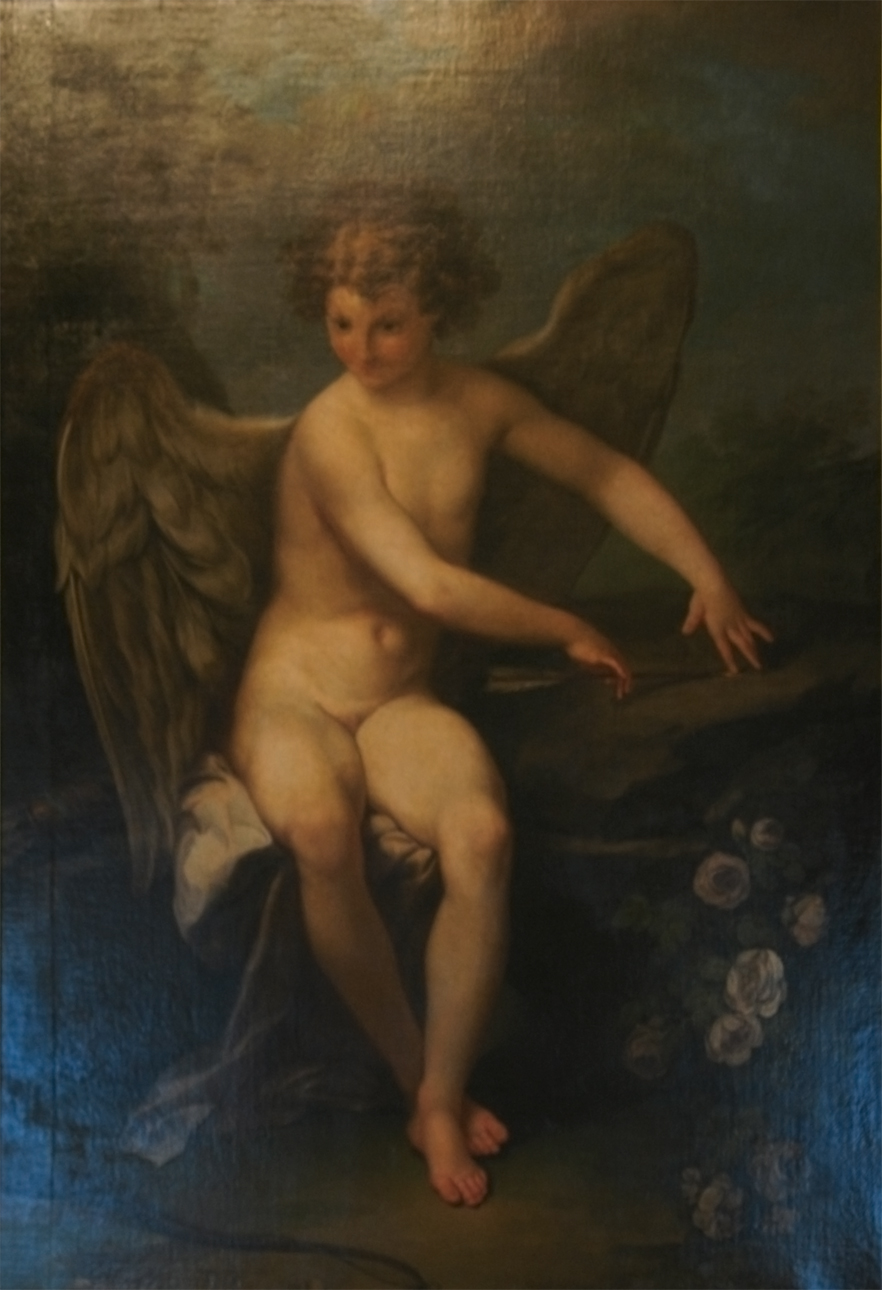
Cupidon aiguisant sa flèche, années 1770 Huile sur toile. 162 × 116 cm Musée Russe, Saint-Pétersbourg
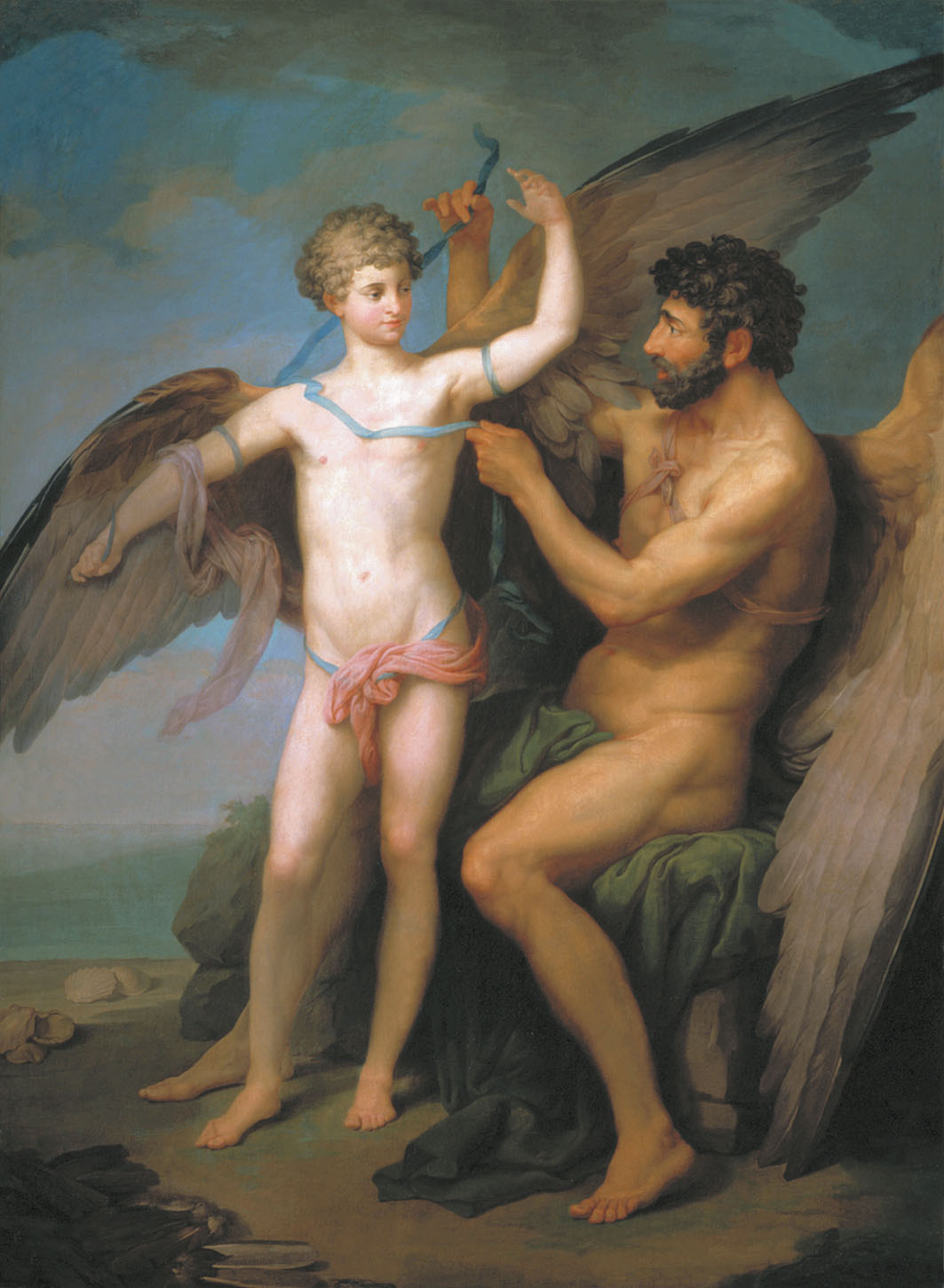
Dédale liant des ailes à Icare, 1776 Huile sur toile. 145 × 196,4 cm Galerie Tretiakov, Moscou
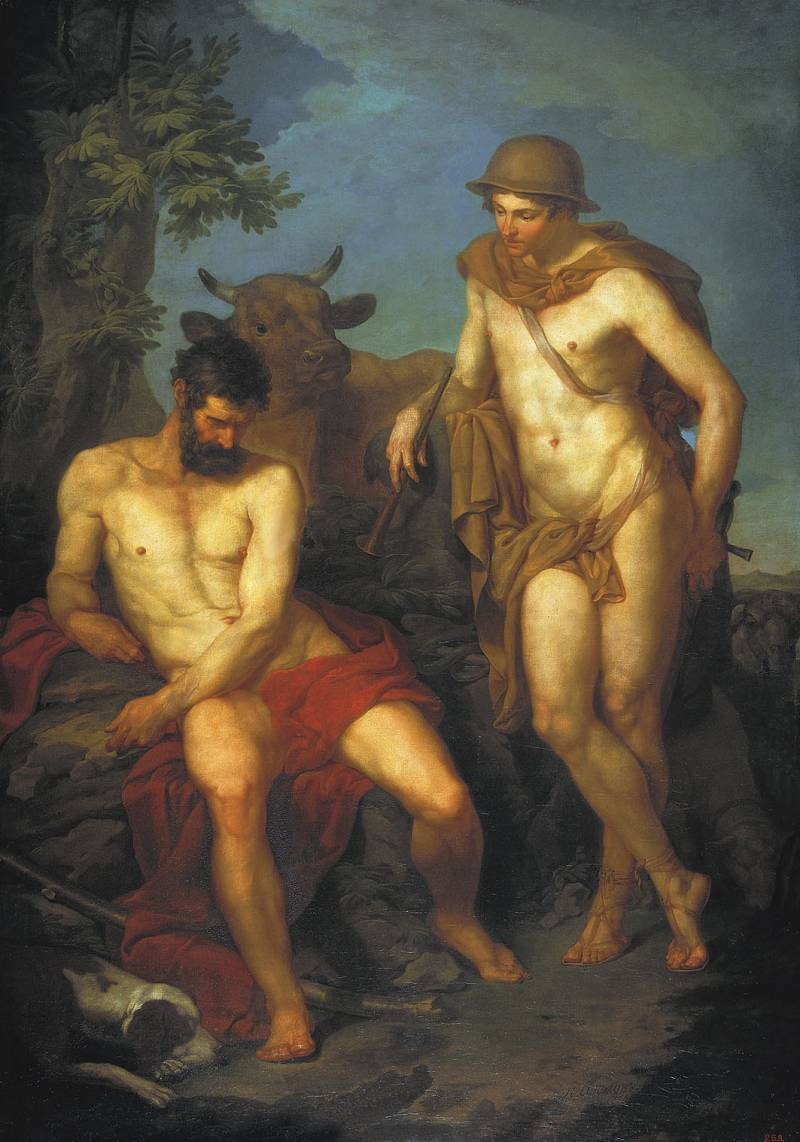
Mercure et Argus, 1776 huile sur toile. 198 × 140 cm Musée Russe, Saint-Pétersbourg
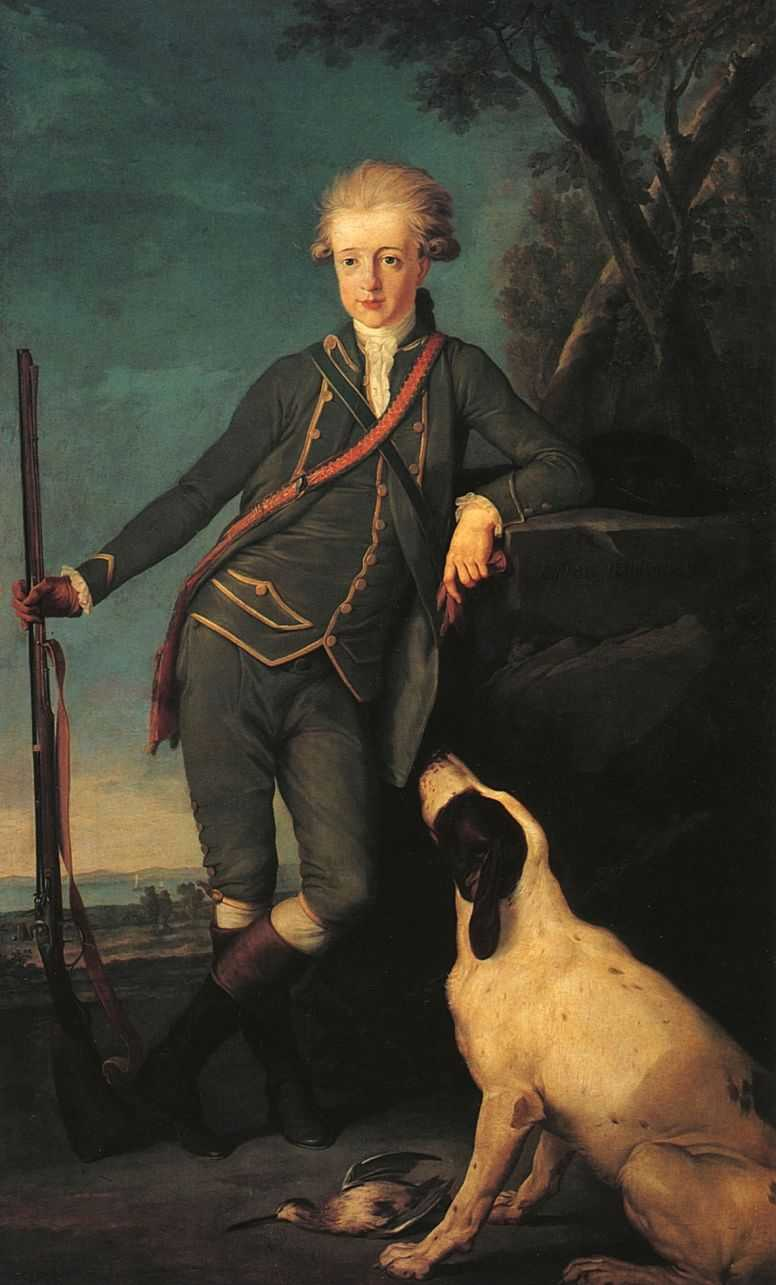
Portrait du comte Nikita Panine enfant, 1779 Huile sur toile. 167 × 104 cm Galerie Tretiakov, Moscou
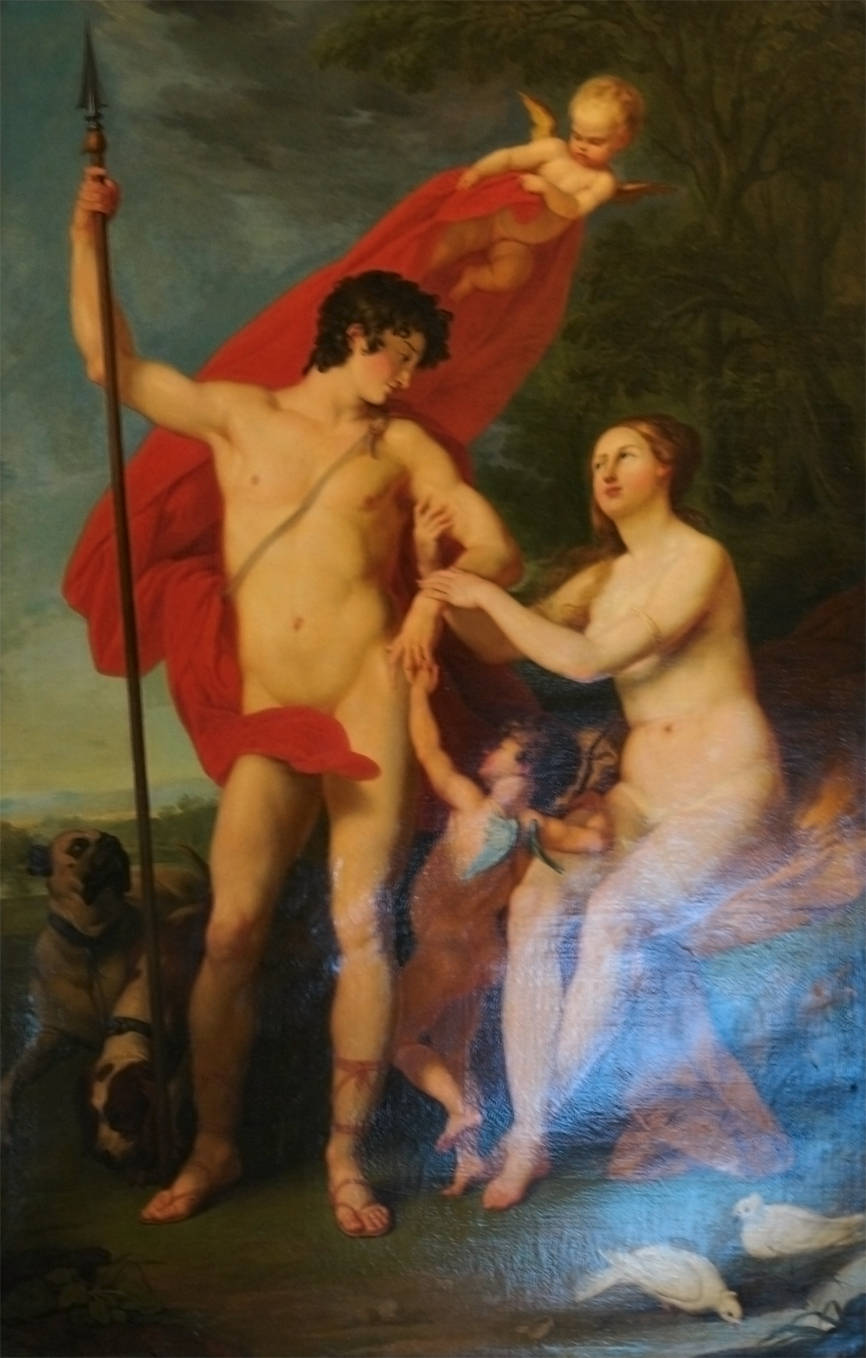
Vénus et Adonis, 1782 Huile sur toile. 252 × 165 cm Musée Russe, Saint-Pétersbourg